# Caterina Valente
Caterina Valente   (12è districte de París, 14 de gener de 1931 - Lugano, 9 de setembre de 2024) va ser una cantant, guitarrista, ballarina i actriu italiana naturalitzada francesa. El seu repertori musical variat i incloïa jazz, schlager, pop, musicals, chanson i bossa nova.

## Biografia
Valente va néixer a París, fruit d'un matrimoni d'artistes italians. El seu pare, Giuseppe Valente, era un conegut virtuós de l'acordió i la seva mare, Maria Valente, actuava com a pallasso musical i gaudia de fama internacional. Caterina Valente tenia 3 germans. Un d'ells, Silvio Francesco (1927-2000) també es va dedicar al món de l'espectacle.
El 1953 va fer els seus primers enregistraments amb Kurt Edelhagen. Poc després va aconseguir èxit amb cançons com ara «Malagueña», «The Breeze and I» (que va vendre un milió de còpies), i «Dreh dich nicht um» amb l'orquestra Werner Müller.
El 1955 va aparèixer a The Colgate Comedy Hour amb Gordon MacRae. El 1958 va filmar la comèdia musical Hier bin ich – hier bleib ich que va comptar amb una aparició com a convidat de Bill Haley & His Comets. Durant l'aparició de Haley, Valente canta un duet amb Haley en una versió recentment gravada de la seva cançó «Vive la Rock and Roll».
Caterina Valente també va aparèixer almenys una vegada al famós programa The Ed Sullivan Show, amb el seu germà Silvio Francesco tocant la trompa, i interpretant un duet especial de cançó a l'episodi que també comptava amb Leslie Uggams, Joan Rivers, Tony Holland, els germans Schaller, Eric Brenn i Blood, Sweat & Tears.
A mitjans de la dècada del 1960, Valente va treballar amb Claus Ogerman i va enregistrar material tant en italià com en anglès que ell va arranjar / dirigir i/o compondre per als segell discogràfics Decca i London. Valente era la favorita del cantant Perry Como, amb qui va fer vuit aparicions com a convidada al seu programa de televisió de la NBC Kraft Music Hall del 1961 al 1966. Era una convidada freqüent a The Dean Martin Show.
A Alemanya, fou una important intèrpret de música schlager. Allà va enregistrar la versió en alemany de la cançó «I Love Paris» de Cole Porter amb el títol de «Ganz Paris träumt von der Liebe» de la qual es van vendre més de 900,000 còpies el 1954.
Al llarg dels anys, ha enregistrat o interpretat amb moltes estrelles internacionals, com ara Louis Armstrong, Chet Baker, Perry Como, Ella Fitzgerald, Benny Goodman, Woody Herman, Claus Ogerman, l'Orquestra Tommy Dorsey, Sy Oliver, Buddy Rich i Edmundo Ros.
El 1959 va ser nominada al premi Grammy. Valente fou directora de la sèrie de varietats de la CBS The Entertainers (1964–65). Una briglia sciolta, el CD de jazz italià enregistrat el 1989 i reeditat en anys posteriors amb els títols Fantastica i Platinum deluxe, va ser el seu CD més venut a tot el món. El 2001 va publicar un nou àlbum, Girltalk, amb l'arpista Catherine Michel. Es va retirar el 2003.
Poliglota, Valente parlava sis idiomes (francès, italià, alemany, anglès, castellà i suec), en els quals també podia cantar. A més, era capaç de cantar en neerlandès, portuguès, hebreu, grec i japonès.